# Ducati 1199 Panigale
Ducati 1199 Panigale – motocykl sportowy firmy Ducati, zaprezentowany na targach EICMA. Nazwa pochodzi od miasteczka produkcyjnego Borgo Panigale. W chwili zaprezentowania motocykl miał najmocniejszy na świecie, seryjnie produkowany dwucylindrowy silnik osiągający 195 KM przy 10,750 rpm i 132 Nm momentu obrotowego przy 9000 obr./min. Ducati 1199 ma najwyższy stosunek mocy do masy i momentu obrotowego do masy wśród obecnie produkowanych motocykli. Silnik jest głównym elementem struktury nośnej motocykla – przymocowane są do niego m.in.: wahacz, tylny amortyzator, rama pomocnicza, osprzęt, wydech oraz podnóżki pasażera.

## Wyposażenie
Motocykl wyposażony jest w aluminiowe zawieszenie Marzocchi z przodu (średnica 50mm) i amortyzator Sachs z tyłu, kontrolę trakcji (Ducati Traction Control), quick shifter (Ducati Quick Shift), kontrolę hamowania silnikiem (Engine Brake Control) i różne mapy zapłonu (Ducati Riding Modes).

## Wersje
1199 Panigale – podstawowa wersja motocykla. Jako wyposażenie opcjonalne dostępny ABS.
1199 Panigale S – DES (Ducati Electronic Suspension) - elektronicznie sterowane zawieszenie Öhlins z przodu z tyłu, regulowany amortyzator skrętu Öhlins, kute felgi Marchesini, przedni błotnik wykonany z włókna węglowego, światła przednie LED i "Aero kit" – poszerzona górna część przedniej owiewki.
1199 Panigale S Tricolore – to co w wersji S, dodatkowo ABS w standardzie, tytanowy wyścigowy układ wydechowy Ducati Performance, nowej generacji DDA+ (Ducati Data Analyzer +) – system pozwalający na zapis i odczyt specyfikacji jazdy, z funkcją zapisu czasów okrążeń z wykorzystaniem GPS.

## Dane techniczne
| Marka i model              | Ducati 1199 Panigale                                |
| -------------------------- | --------------------------------------------------- |
| Lata produkcji             | od 2011 – nadal                                     |
| Rozstaw osi (mm)           | 1437 mm                                             |
| Waga pojazdu / własna (kg) | 164 lub 166,5 kg                                    |
| Rozmiar kół motocykla (mm) | przód: 3.5"×17" 120/70 ZR17 tył: 6"×17” 200/55 ZR17 |
| Napęd                      | łańcuch                                             |
| Pojemność skok. (cm³)      | 1199 cm³                                            |
| Typ silnika                | Superquadro 90° V-twin z rozrządem desmodromicznym  |
| Skrzynia biegów (M/A)      | 6-biegowa wyposażona w quick-shifter                |
| Stopień sprężania          | 12,5 : 1                                            |
| Moc kW (KM)                | 145 kW (195 KM) przy 10750 obr./min                 |
| Maks. moment obrotowy      | 132Nm przy 9000 obr./min                            |
| Prędkość maksymalna (km/h) | 299 km/h                                            |
| Zbiornik paliwa (l)        | 17,0 l                                              |